# Semiothisa pumila
Semiothisa pumila är en fjärilsart som beskrevs av Kusnetzov 1929. Semiothisa pumila ingår i släktet Semiothisa och familjen mätare. Inga underarter finns listade i Catalogue of Life.